# Eliana Menassé
Eliana Menassé es una pintora mexicana, miembro del Salón de la Plástica Mexicana  y de la Sociedad Honoraria para artistas mexicanos Nació en Nueva York, pero ha vivido en México desde la edad de 2 años, y por esta razón, se considera mexicana. Actualmente vive y continúa trabajando en su departamento en la Ciudad de México con vistas al Parque México.
Menassé ha dedicado casi medio siglo a la pintura con veinticinco exhibiciones desde 1958. Entre éstas, se incluye Universidad Autónoma Metropolitana (2010), Instituto Nacional de Ciencias Médicas y Nutrición (Hospital de Nutrición) (2008). Galería Alberto Misrachi (1995, 2001, 2006), una retrospectiva en la Galería Alba de la Canal, Universidad Veracruzana, Xalapa (2003), una retrospectiva en la Casa del Tiempo UAM (2001), una retrospectiva en el Museo de Arte de Aguascalientes (1997), Expo 4 Pintores, Sala Nacional INBA (1989), Galería “El Granero”, Torreón, Coahuila (1981), Galería Francisca Díaz (1980), Galería Merkup (1968, 1970 y 1972), Gallery of the Los Angeles Mart, Los Ángeles, CA (1967), Steven Laurence Gallery, Detroit, MI (1967), Salón de la Plástica Mexicana (1963, 1966, 1975), Instituto Francés de América Latina (1962) y la Galería Tuso (1958).
Ha participado en aproximadamente 250 exhibiciones colectivas en distintas partes de México así como en Estados Unidos, Holanda, Alemania y Japón, entre otros países.
Su trabajo puede encontrarse en las colecciones del Ghetto Fighters' House en Israel, Bell Telephone Co. Museum en Chicago,  Musée Beitar et Rami en Israel, Museo de Arte Contemporáneo, Morelia, Centro Cultural de Oaxaca, Museo del Estado de México, Toluca, Mexican Engraving Museum en  Bulgaria, Colección Gráfica de la UNAM, México
the General Motors Collection, The B. Lewin Collection of Mexican Art, Palm Springs Desert Museum, Los Angeles County Museum of Art, Museo de Arte de Aguascalientes, Colección Pago en Especie SHCP,  Colección Instituto Nacional de Nutrición y el Acervo Cultural El Agora, Xalapa.
Eliana y su trabajo han sido incluidos en cincuenta publicaciones tales como Expresionismo Mexicano, Margarita Nelken, 15 Pintores y Escultores (Introducción por M. Nelken),  Paisaje de México, STC Imagen de México, 28 Artistas, Edición Espiral, S.A., Grabadores de México, Olympic Catalog Salón de la Plástica Mexicana, Enciclopedia de México, 50 Años de Pintura Mexicana, Presencia del Salón de la Plástica Mexicana, Mujeres de México, Artistas Plásticos, México (CUTT GDA Edition), La Mujer en la Ciudad y El Grabado Mexicano en el Siglo XX.
Menassé expresa que ella pinta como una forma de expresarse, ya que esta es la única manera en la que ella puede hacerlo. Ella lo describe como difícil, lento y en algunas ocasiones estresante, pero siempre apasionado. Para ella, cada lienzo que pinta es como si fuera el primero, y no cree que existan fórmulas o respuestas escritas. Está interesada en empezar algo por ella misma, algo personal ya sea real o imaginario, abstracto o figurativo, con materiales tradicionales o no tradicionales. Lo que importa es la necesidad de expresarse. Ella comenta que el arte está basado en la emoción o el rechazo hacia el arte "intelectual", que necesita de términos eruditos o esotéricos para entender la filosofía, la política, la tecnología o la religión incluso cuando estos sirven de inspiración en muchas ocasiones.
Menassé vive tanto el arte antiguo como el moderno. Las imágenes en su trabajo incluyen paisajes, niños, casas, músicos y amantes. Sus primeros trabajos eran más expresionistas y algunos de ellos tratan acerca del Holocausto, debido a su ascendencia judía. Actualmente, dice no estar interesada en las tendencias artísticas. Su proceso creativo es lento y puede dejar una obra inconclusa durante meses, para después retomarla.  Continúa aprendiendo nuevas técnicas y nuevos materiales a pesar de su trayectoria de tantos años. Menassé dice que nunca le ha interesado ser una diva o una estrella de la pintura. No le gusta la publicidad y otros aspectos de su trabajo, prefiriendo ser callada y tranquila, creando colores e imágenes. Ella cuenta tener una vida normal, cuidando su casa y comprando ya que encuentra muy inspiradora la vida del día a día y no le encuentra lo mágico a estar rodeada de otros artistas. Menassé es muy autocrítica, y esa es la razón de que muchos de sus trabajos nunca hayan sido mostrados al público.